# Jehem
Jehem is een bestuurslaag in het regentschap Bangli van de provincie Bali, Indonesië. Jehem telt 7354 inwoners (volkstelling 2010).